# Tremoctopus violaceus
Tremoctopus violaceus is een inktvissensoort uit de familie van de Tremoctopodidae. De wetenschappelijke naam van de soort werd voor het eerst geldig gepubliceerd in 1830 door Delle Chiaje.